# 3月

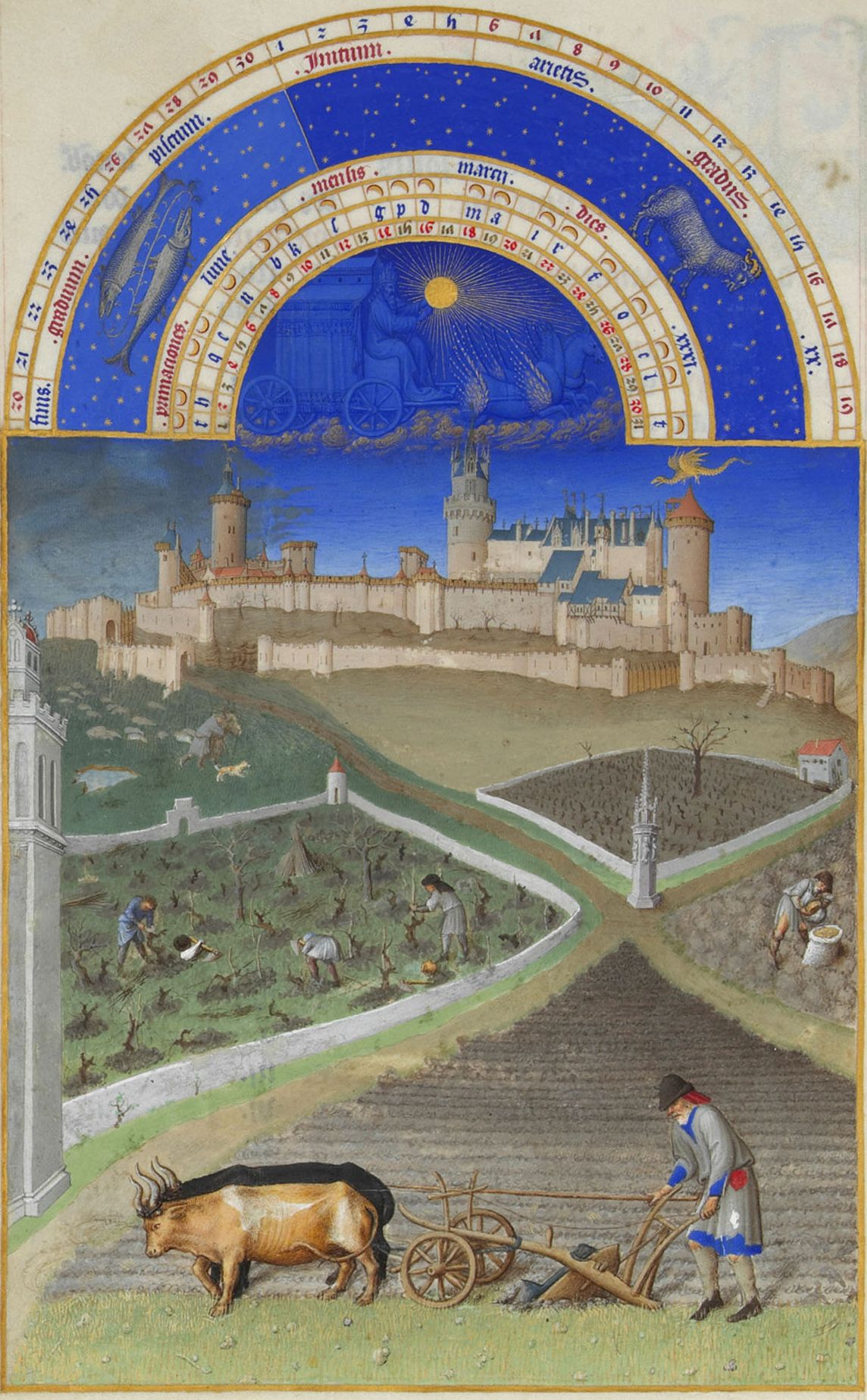
『ベリー公のいとも豪華なる時祷書』より3月

3月（さんがつ）は、グレゴリオ暦で年の第3の月に当たり、31日間ある。冬と春の境目の季節である。
日本では、旧暦3月を弥生（やよい）と呼び、現在でも新暦3月の別名としても用いる。
北海道アイヌ語旭川方言では、3月を「日に関して長い」を意味するトエタンネ（アイヌ語: toetanne）と呼ぶ。
ヨーロッパ諸言語での呼び名である mars, marzo, March などはローマ神話のマルス（Mars）の月を意味することもある。Martius から取ったもの。
古代ローマの暦（ユリウス暦より前）においては、年の最初の月は現在の3月にあたる。当時の暦での最後の月に日数調整を行っていたことの名残で閏年の日数調整を2月に行う。
3月はその年の11月と同じ曜日で始まり、平年には2月と同じとなる。

## 日本における3月

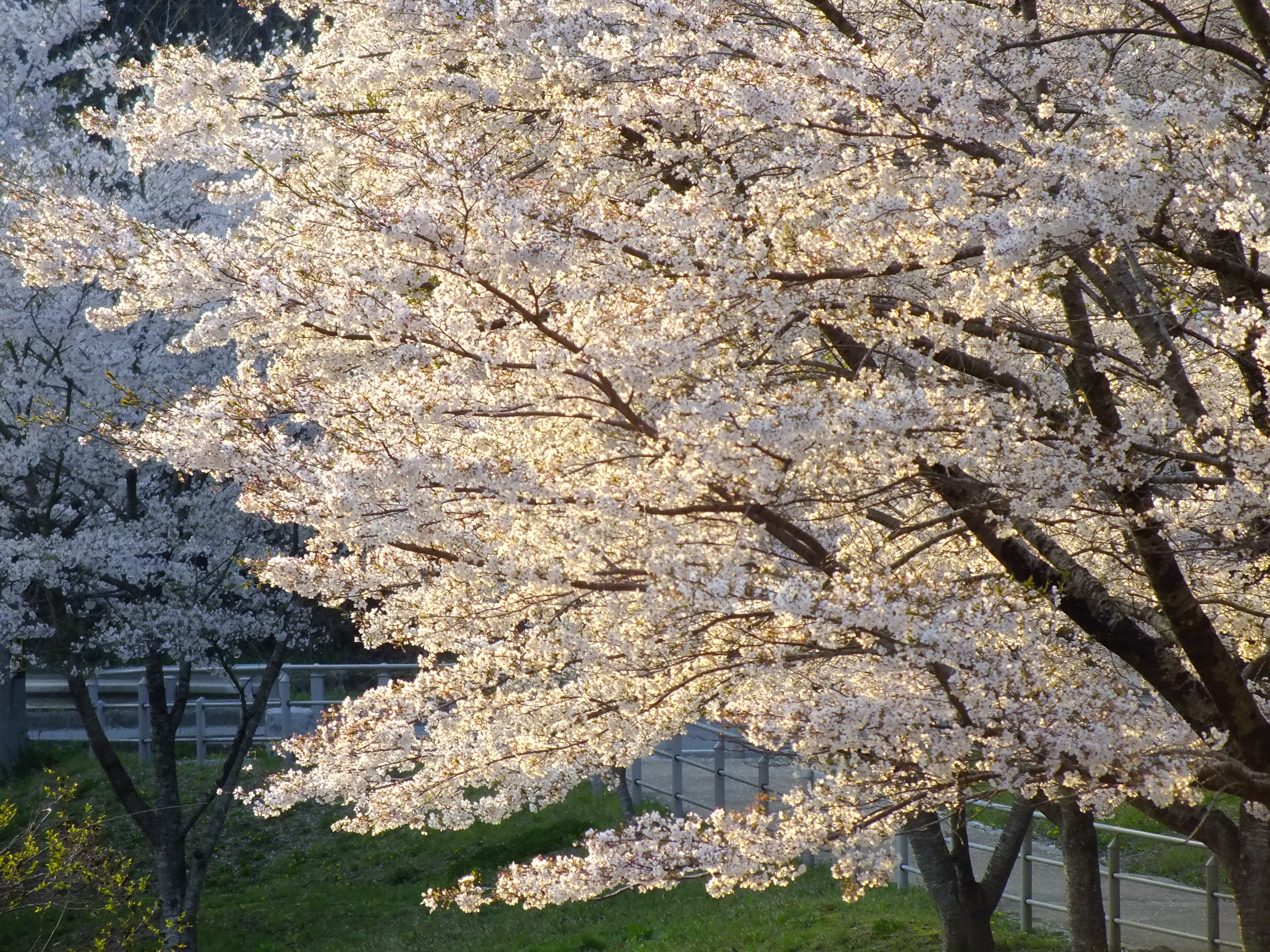
サクラ（川代渓谷のソメイヨシノ）

日本では弥生（やよい）の他に、花月（かげつ）、嘉月（かげつ）、花見月 （はなみづき）、夢見月（ゆめみつき）、桜月（さくらづき、陰曆）、暮春（ぼしゅん）等の別名もある。
日本では年度替り（主に会計年度や学年）の時期として有名である。月を通して卒業式や送別会が行われ、出会いと別れの時期でもある。また、春休みに該当する当月末には、人事異動が行われたり、多くの学校・会社・官公庁などが引越しや移行作業、新生活の始まりなどで忙しくなる。

## 異名
- かげつ（花月）
- きしゅん（季春）
- くれのはる（晩春）
- けんしんづき（建辰月）
- さくらづき（桜月）
- さはなさきつき（早花咲月）
- さんげつ（蚕月）
- しゅくげつ（宿月）
- とうげつ（桃月）
- はなみづき（花見月）
- はるをしみつき（春惜月）
- ばんしゅん（晩春）
- ひいなつき（雛月）
- やよい（弥生）
- ゆめみづき（夢見月）

## 3月の年中行事
- 3月3日 - 雛まつり（日本）
- 3月8日 - 国際女性デー

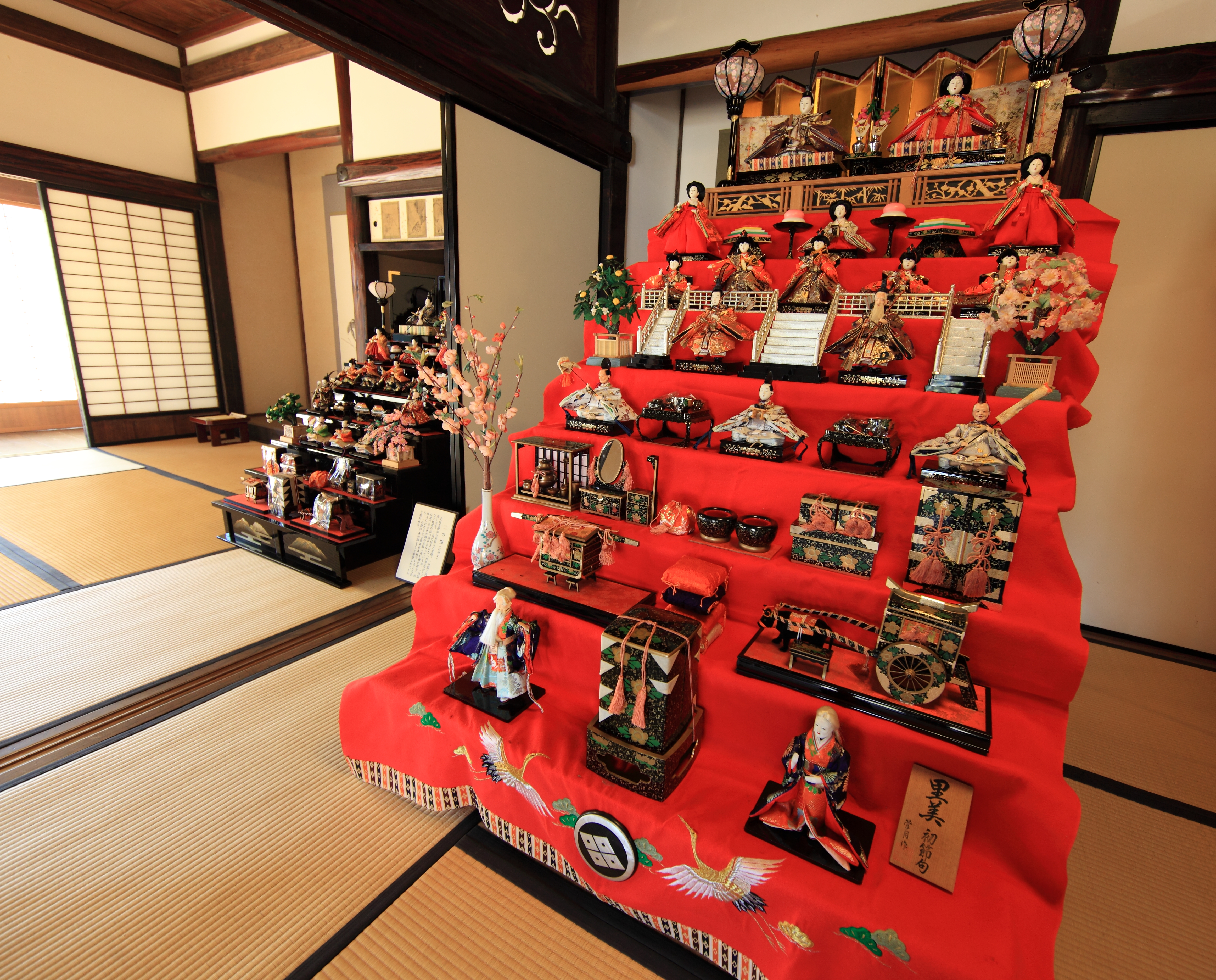
雛まつり

- 3月12日深夜から3月13日にかけて - 東大寺二月堂お水取り（修二会[3]）
- 3月14日 - ホワイトデー
- 3月17日 - 聖パトリックの祝日（アイルランドなど）
- 春分の3日前（3月17日ごろ） - 彼岸入り（日本）
- 春分日（3月21日ごろ） - 春分の日（日本）、ノウルーズ（イランなど）
- 3月22日から4月25日の間の日曜（1日のみ。日付不定） - 復活祭（キリスト教文化圏各国）
  - 主に4月のため3月になるのは数年に1度。国や地域によっては、聖金曜日（直前の金曜）またはイースター・マンデー（直後の月曜）、あるいはその両方が祝日となる。
- 啓蟄 - 二十四節気のひとつで、冬ごもりをしていた虫たちが土の中から出てくる頃。毎年3月6日頃～3月20日頃にあたりますが、日付が固定されているわけではない[4]。
- 二十四節気をさらに3つに分けた七十二侯は、啓蟄の間に次のように移り変わる[4]。
  - 初侯：蟄虫啓戸（すごもりのむしとをひらく）3月5日頃 - 啓蟄を詳しく表したもので、冬ごもりをしていた虫たちが戸を開いて顔を出したような表現。虫に限らず、様々な生き物が目覚める頃。
  - 次侯：桃始笑（ももはじめてさく）3月10日頃 - 桃の蕾がほころび、花が咲き始める頃。
  - 末侯：菜虫化蝶（なむしちょうとなる）3月15日頃 - 青虫が羽化して紋白蝶になる頃。

## 3月に行われるスポーツ
- 第1日曜 - 東京マラソン（東京都区部）
- 第2日曜 - 名古屋ウィメンズマラソン（名古屋市）
- 上旬から下旬 - 大相撲三月場所（大阪府立体育会館）
- 中旬から4月第1月曜日 - NCAA男子バスケットボールトーナメント（マーチ・マッドネス）
- 中旬から4月 - NCAA女子バスケットボールトーナメント（マーチ・マッドネス）
- 下旬から4月上旬 - 選抜高等学校野球大会（阪神甲子園球場）
- 20日前後 - 全国高等学校柔道選手権大会（日本武道館）
- 下旬 - プロ野球公式戦開幕
  - パ・リーグ、セ・リーグで開幕日が異なる場合、また年によって4月の場合あり
  - 2010年代以降は概ねセ・パとも3月最終金曜日
- 下旬 - 世界フィギュアスケート選手権

## 3月がテーマの楽曲
- 3月の引越し （歌: 富田靖子）
- 3月の雪 （歌: 槇原敬之）
- 3月9日 （歌: レミオロメン）
- 桜三月散歩道 （歌: 井上陽水）
- March （歌: 福永恵規）
- March （歌: 電気グルーヴ）
- 三月 （歌: DOES）
- 3月5日。（歌：Plastic Tree）
- 目覚めの三月（マーチ） （歌：高野寛）
- 三月物語 （歌：牧野由依）
- 三月がくるたびに （作曲、ピアノ：村松健）

## その他
- 星座 - 魚座（3月20日頃まで）、牡羊座（3月21日（春分）頃から）